# Egyszer volt… Amerika
Az Egyszer volt… Amerika vagy Egyszer volt… az első amerikaiak (eredeti cím: Il était une fois… les Amériques) 1991-ben vetített francia televíziós rajzfilmsorozat, mely az Egyszer volt... sorozatok 4. évada.

## Ismertető
A sorozat részletesen bemutatja Amerika őslakosainak életét.

## Epizódok
| Cím | Magyar cím | Francia cím                             | Vetítés              |
| --- | --- | --------------------------------------- | -------------------- |
| 1.  | Az első amerikaiak | Les Premiers Américains                 | 1992. március 13.    |
| 2.  | A vadászok | Les Chasseurs                           | 1992. március 20.    |
| 3.  | A messzi észak meghódítói (Da Vinci Learning)                                                                                                 | Les Conquérants du Grand Nord           | 1992. március 27.    |
| 4.  | Az ígéret földje | La Terre promise                        | 1992. április 3.     |
| 5.  | A dombsírok építői (MTV1) A torony Tumulus és sírdomb építői (Minimax) A halomsírok építői (Da Vinci Learning)                                | Les Bâtisseurs de Tumulus               | 1992. április 10.    |
| 6.  | Az aztékok (MTV1 / Minimax) Az aztékok a hódítások előtt (Da Vinci Learning)                                                                  | Les Aztèques avant la conquête          | 1992. április 17.    |
| 7.  | Kolombusz Kristóf makacs álma (MTV1 / Minimax) Kolumbusz Kristóf álma (Da Vinci Learning)                                                     | Le Rêve obstiné de Christophe Colomb    | 1992. április 24.    |
| 8.  | Amerika! | L'Amérique!                             | 1992. május 1.       |
| 9.  | Cortes és az aztékok | Cortés et les Aztèques                  | 1992. május 8.       |
| 10. | Éljen Mexikó! (MTV1 / Da Vinci Learning) Viva Mexikó! (Minimax)                                                                               | Que viva Mexico!                        | 1992. május 15.      |
| 11. | Pizarre és az Inka birodalom | Pizarre et l'Empire Inca                | 1992. május 22.      |
| 12. | Jacques Cartier | Jacques Cartier                         | 1992. május 29.      |
| 13. | A konkvisztádorok kora (MTV1) Conqustátorok kora (Minimax) Konkvisztádorok kora (Da Vinci Learning)                                           | L'Époque des conquistadors              | 1992. szeptember 4.  |
| 14. | Champlain | Champlain                               | 1992. szeptember 11. |
| 15. | Anglia és 13 gyarmata | L'Angleterre et les treize colonies     | 1992. szeptember 18. |
| 16. | Az indiánok a XVII. században (MTV1 / Minimax) Indiánok a XVII. században (Da Vinci Learning)                                                 | Les Indiens au XVIIe siècle             | 1992. szeptember 25. |
| 17. | A prérik indiánjai | Les Indiens au XVIIIe siècle            | 1992. október 2.     |
| 18. | A francia álom vége | La Fin du rêve français                 | 1992. október 9.     |
| 19. | A 13 gyarmat a szabadság útján (MTV1) Irány a függetlenség (Minimax) A 13 gyarmat a függetlenség útján (Da Vinci Learning)                    | Les Treize Colonies vers l'indépendance | 1992. október 16.    |
| 20. | A függetlenségi háború (MTV1 / Minimax) Az amerikai függetlenségi háború (Da Vinci Learning)                                                  | La Guerre d'indépendance                | 1992. október 23.    |
| 21. | Ébenfa, avagy a rabszolgakereskedelem (MTV1) A rabszolga-kereskedelem (Minimax) Az ébenfa, avagy a rabszolga-kereskedelem (Da Vinci Learning) | Le Bois d'ébène (La traite des noirs)   | 1992. október 30.    |
| 22. | Az első telepesek (MTV1) A pionírok (Minimax / Da Vinci Learning)                                                                             | Les Pionniers                           | 1992. november 6.    |
| 23. | Simón Bolívar | Simón Bolívar                           | 1992. november 13.   |
| 24. | Az aranyláz | La Ruée vers l'or                       | 1992. november 20.   |
| 25. | Az indiánok vége (MTV1) Az indiánok pusztulása (Minimax) Az indián törzsek vége (Da Vinci Learning)                                           | La Fin du peuple indien                 | 1992. november 27.   |
| 26. | Amerika… Amerika! (MTV1 / Minimax) Amerika, Amerika! (Da Vinci Learning)                                                                      | America… America!                       | 1992. december 4.    |

## Szereplők
| Szereplő                            | Szereplő    | Magyar hang                     | Magyar hang                        | Magyar hang                                  | Francia hang         | Leírás                                                           |
| Magyar név                          | Francia név | 1. magyar változat (MTV1, 1993) | 2. magyar változat (Minimax, 2002) | 3. magyar változat (Da Vinci Learning, 2009) | Canal+               | Leírás                                                           |
| ----------------------------------- | ----------- | ------------------------------- | ---------------------------------- | -------------------------------------------- | -------------------- | ---------------------------------------------------------------- |
| Mester (1. szo.) Maestro (2. szo.)  | Maestro     | N/A                             | Gruber Hugó                        | Versényi László                              | Roger Carel          | Az ősz hajú, ősz szakállas férfi, aki a gyerekek tanító mestere. |
| Péter (1. szo.) Pierro (2. szo.)    | Pierrot     | N/A                             | Holl Nándor                        | Előd Botond                                  | Olivier Destrez      | A barna hajú fiú.                                                |
| Dagi (1. szo.) ? (2. szo.)          | ?           | N/A                             | Vizy György                        | Bodrogi Attila                               | N/A                  | A vörös hajú fiú.                                                |
| Janina (1. szo.) Psi (2. szo.)      | Psi         | N/A                             | Oláh Orsolya                       | Laudon Andrea                                | Marie-Laure Beneston | A fekete hajú lány.                                              |
| Piroska (1. szo.) Pierett (2. szo.) | Pierrette   | N/A                             | Németh Kriszta                     | Tamási Nikolett                              | Marie-Laure Beneston | A szőke hajú lány.                                               |
| Grummo                              | le Nabot    | N/A                             | Csőre Gábor                        | Szokol Péter                                 | Patrick Préjean      | A vörös hajú, nagy orrú fiú.                                     |
| Tenyő                               | le Gros     | N/A                             | Albert Péter                       | Szűcs Sándor                                 | Sady Rebbot          | A barna hajú, nagy orrú fiú.                                     |
| Hernán Cortés                       | ?           | N/A                             | N/A                                | Orosz István Csuha Lajos                     | N/A                  |                                                                  |
| fiatalabb Piston testvér            | ?           | N/A                             | Rosta Sándor                       | N/A                                          | N/A                  | A barna hajú, bajszos fiú.                                       |

- További magyar hangok (2. magyar változatban): Albert Gábor, Bálint Sugárka, Beratin Gábor, Janovics Sándor, Katona Zoltán, Németh Gábor, Németh Kriszta, Oláh Orsolya, Pálmai Szabolcs, Szinovál Gyula, Szokol Péter
- További magyar hangok (3. magyar változatban): Kisfalusi Lehel, Papucsek Vilmos, Pethe Csaba, Végh Ferenc